# Cúp bóng đá Nam Mỹ 1997
Cúp bóng đá Nam Mỹ 1997 là Cúp bóng đá Nam Mỹ lần thứ 38, diễn ra ở Bolivia từ 11 đến 29 tháng 6 năm 1997. Giải đấu có 12 đội tuyển tham gia, trong đó Mexico và Costa Rica là những đội khách mời từ CONCACAF, chia làm 3 bảng 4 đội để chọn ra 2 đội đứng đầu bảng và đội đứng thứ ba xuất sắc nhất lọt vào vòng trong. Brasil giành chức vô địch lần thứ năm sau khi vượt qua đội chủ nhà Bolivia ở trận chung kết.

## Địa điểm
| La Paz                      | Santa Cruz                           | Cochabamba                           |
| --------------------------- | ------------------------------------ | ------------------------------------ |
| Sân vận động Hernando Siles | Sân vận động Ramón Aguilera          | Sân vận động Félix Capriles          |
| Sức chứa: 51.000            | Sức chứa: 42.000                     | Sức chứa: 36.000                     |
|                             |                                      |                                      |
| Sucre                       | CochabambaOruroLa PazSanta CruzSucre | CochabambaOruroLa PazSanta CruzSucre |
| Sân vận động Olympic Patria | CochabambaOruroLa PazSanta CruzSucre | CochabambaOruroLa PazSanta CruzSucre |
| Sức chứa: 29.000            | CochabambaOruroLa PazSanta CruzSucre | CochabambaOruroLa PazSanta CruzSucre |
|                             | CochabambaOruroLa PazSanta CruzSucre | CochabambaOruroLa PazSanta CruzSucre |
| Oruro                       | CochabambaOruroLa PazSanta CruzSucre | CochabambaOruroLa PazSanta CruzSucre |
| Sân vận động Jesús Bermúdez | CochabambaOruroLa PazSanta CruzSucre | CochabambaOruroLa PazSanta CruzSucre |
| Sức chứa: 28.000            | CochabambaOruroLa PazSanta CruzSucre | CochabambaOruroLa PazSanta CruzSucre |
|                             | CochabambaOruroLa PazSanta CruzSucre | CochabambaOruroLa PazSanta CruzSucre |

## Trọng tài
| Argentina - Horacio Elizondo Bolivia - René Ortubé - Juan Carlos Paniagua Brasil - Antônio Pereira Chile - Eduardo Gamboa Colombia - Rafael Sanabria Costa Rica - Rodrigo Badilla Ecuador - Byron Moreno | Mexico - Antonio Marrufo Paraguay - Epifanio González Peru - José Arana Uruguay - Jorge Nieves United States - Esfandiar Baharmast Venezuela - Paolo Borgosano |

## Vòng bảng

### Bảng A
| Đội       | Pld | W | D | L | GF | GA | GD | Pts |
| --------- | --- | - | - | - | -- | -- | -- | --- |
| Ecuador   | 3   | 2 | 1 | 0 | 4  | 1  | +3 | 7   |
| Argentina | 3   | 1 | 2 | 0 | 3  | 1  | +2 | 5   |
| Paraguay  | 3   | 1 | 1 | 1 | 2  | 3  | −1 | 4   |
| Chile     | 3   | 0 | 0 | 3 | 1  | 5  | −4 | 0   |

| Ecuador | 0–0 | Argentina |
| ------- | --- | --------- |
|         |     |           |

| Paraguay  | 1–0 | Chile |
| --------- | --- | ----- |
| Acuña 28' |     |       |

| Argentina                | 2–0 | Chile |
| ------------------------ | --- | ----- |
| Berti 83' · Gallardo 87' |     |       |

| Paraguay | 0–2 | Ecuador                    |
| -------- | --- | -------------------------- |
|          |     | Sánchez 71' · Graziani 86' |

| Ecuador                   | 2–1 | Chile       |
| ------------------------- | --- | ----------- |
| Graziani 32' · Gavica 55' |     | Vergara 52' |

| Paraguay              | 1–1 | Argentina            |
| --------------------- | --- | -------------------- |
| Chilavert 73' (ph.đ.) |     | Gallardo 90' (ph.đ.) |

### Bảng B
| Đội       | Pld | W | D | L | GF | GA | GD | Pts |
| --------- | --- | - | - | - | -- | -- | -- | --- |
| Bolivia   | 3   | 3 | 0 | 0 | 4  | 0  | +4 | 9   |
| Perú      | 3   | 2 | 0 | 1 | 3  | 2  | +1 | 6   |
| Uruguay   | 3   | 1 | 0 | 2 | 2  | 2  | 0  | 3   |
| Venezuela | 3   | 0 | 0 | 3 | 0  | 5  | −5 | 0   |

| Bolivia     | 1–0 | Venezuela |
| ----------- | --- | --------- |
| Coimbra 60' |     |           |

| Perú        | 1–0 | Uruguay |
| ----------- | --- | ------- |
| Hidalgo 75' |     |         |

| Uruguay                    | 2–0 | Venezuela |
| -------------------------- | --- | --------- |
| Recoba 19' · Saralegui 47' |     |           |

| Bolivia                         | 2–0 | Perú |
| ------------------------------- | --- | ---- |
| Etcheverry 45' · Baldivieso 50' |     |      |

| Perú              | 2–0 | Venezuela |
| ----------------- | --- | --------- |
| Cominges 13', 59' |     |           |

| Bolivia        | 1–0 | Uruguay |
| -------------- | --- | ------- |
| Baldivieso 29' |     |         |

### Bảng C
| Đội        | Pld | W | D | L | GF | GA | GD | Pts |
| ---------- | --- | - | - | - | -- | -- | -- | --- |
| Brasil     | 3   | 3 | 0 | 0 | 10 | 2  | +8 | 9   |
| México     | 3   | 1 | 1 | 1 | 5  | 5  | 0  | 4   |
| Colombia   | 3   | 1 | 0 | 2 | 5  | 5  | 0  | 3   |
| Costa Rica | 3   | 0 | 1 | 2 | 2  | 10 | −8 | 1   |

| Brasil                                                               | 5–0 | Costa Rica |
| -------------------------------------------------------------------- | --- | ---------- |
| Djalminha 20' · González 34' (l.n.) · Ronaldo 47', 54' · Romário 60' |     |            |

| Colombia   | 1–2 | México            |
| ---------- | --- | ----------------- |
| Ricard 58' |     | Hernández 7', 11' |

| Brasil                                        | 3–2 | México             |
| --------------------------------------------- | --- | ------------------ |
| Aldair 47' · Romero 59' (l.n.) · Leonardo 77' |     | Hernández 13', 31' |

| Colombia                                                  | 4–1 | Costa Rica |
| --------------------------------------------------------- | --- | ---------- |
| Morantes 13', 23' · Cabrera 62' (ph.đ.) · Aristizábal 78' |     | Wright 66' |

| Brasil                  | 2–0 | Colombia |
| ----------------------- | --- | -------- |
| Dunga 11' · Edmundo 67' |     |          |

| México                | 1–1 | Costa Rica  |
| --------------------- | --- | ----------- |
| Hernández 14' (ph.đ.) |     | Medford 60' |

### Thứ tự các đội xếp thứ ba
| Bảng | Đội      | Pld | W | D | L | GF | GA | GD | Pts |
| ---- | -------- | --- | - | - | - | -- | -- | -- | --- |
| A    | Paraguay | 3   | 1 | 1 | 1 | 2  | 3  | −1 | 4   |
| C    | Colombia | 3   | 1 | 0 | 2 | 5  | 5  | 0  | 3   |
| B    | Uruguay  | 3   | 1 | 0 | 2 | 2  | 2  | 0  | 3   |

## Tứ kết
| Perú                      | 2–1 | Argentina            |
| ------------------------- | --- | -------------------- |
| Carazas 30' · Hidalgo 61' |     | Gallardo 66' (ph.đ.) |

| Bolivia                     | 2–1 | Colombia    |
| --------------------------- | --- | ----------- |
| Etcheverry 3' · Sanchez 24' |     | Gaviria 57' |

| México                                                 | 1–1 | Ecuador                                                        |
| ------------------------------------------------------ | --- | -------------------------------------------------------------- |
| Blanco 17'                                             |     | Capurro 6' (ph.đ.)                                             |
| Loạt sút luân lưu                                      |     |                                                                |
| Hernández · Suárez · Blanco · Chávez · Villa · Sánchez | 4–3 | Montaño · Capurro · De la Cruz · Graziani · Fernandez · Rosero |

| Brasil          | 2–0 | Paraguay |
| --------------- | --- | -------- |
| Ronaldo 9', 34' |     |          |

## Bán kết
| Bolivia                                       | 3–1 | México     |
| --------------------------------------------- | --- | ---------- |
| E. Sánchez 27' · R. Castillo 39' · Moreno 79' |     | Ramírez 8' |

| Perú | 0–7 | Brasil                                                                                    |
| ---- | --- | ----------------------------------------------------------------------------------------- |
|      |     | Denílson 1' · Flavio Conceição 28' · Romário 36', 49' · Leonardo 45', 55' · Djalminha 77' |

## Tranh hạng ba
| México        | 1–0 | Perú |
| ------------- | --- | ---- |
| Hernández 82' |     |      |

## Chung kết
| Brasil                                      | 3–1 | Bolivia        |
| ------------------------------------------- | --- | -------------- |
| Denílson 40' · Ronaldo 79' · Zé Roberto 90' |     | E. Sánchez 45' |

### Vô địch
| Vô địch Copa América 1997 Brasil Lần thứ năm |

## Danh sách cầu thủ ghi bàn
6 bàn
- Luis Hernández

5 bàn
- Ronaldo

3 bàn
| - Marcelo Gallardo - Erwin Sánchez | - Leonardo - Romário |  |

2 bàn
| - Julio César Baldivieso - Marco Etcheverry - Denílson | - Djalminha - Edmundo - Neider Morantes | - Ariel Graziani - Paul Cominges - Martín Hidalgo |

1 bàn
| - Sergio Berti - Milton Coimbra - Jaime Moreno - Ramiro Castillo - Aldair - Dunga - Flavio Conceição - Zé Roberto - Fernando Vergara | - Víctor Aristizábal - Wilmer Cabrera - Herman Gaviria - Hamilton Ricard - Hernán Medford - Mauricio Wright - Luis Capurro - José Gavica - Wellington Sánchez | - Cuauhtémoc Blanco - Nicolás Ramírez - Roberto Acuña - José Luis Chilavert - Eddie Carazas - Álvaro Recoba - Marcelo Saralegui |

phản lưới nhà
- Rónald González (trận gặp Brasil)
- Camilo Romero (trận gặp Brasil)

## Bảng xếp hạng giải đấu
| Pos                 | Đội        | Pld | W | D | L | GF | GA | GD  | Pts | Eff   |
| ------------------- | ---------- | --- | - | - | - | -- | -- | --- | --- | ----- |
| 1                   | Brasil     | 6   | 6 | 0 | 0 | 22 | 3  | +18 | 18  | 100%  |
| 2                   | Bolivia    | 6   | 5 | 0 | 1 | 10 | 5  | +5  | 15  | 83.5% |
| 3                   | Perú       | 6   | 3 | 0 | 3 | 5  | 11 | −5  | 9   | 50%   |
| 4                   | México     | 6   | 2 | 2 | 2 | 8  | 9  | −1  | 8   | 44.4% |
| Bị loại ở tứ kết    |            |     |   |   |   |    |    |     |     |       |
| 5                   | Ecuador    | 4   | 2 | 2 | 0 | 5  | 2  | +2  | 8   | 66.7% |
| 6                   | Argentina  | 4   | 1 | 2 | 1 | 4  | 3  | +1  | 5   | 41.7% |
| 7                   | Paraguay   | 4   | 1 | 1 | 2 | 2  | 3  | −1  | 4   | 33.3% |
| 8                   | Colombia   | 4   | 1 | 0 | 2 | 6  | 7  | −1  | 3   | 25%   |
| Bị loại ở vòng bảng |            |     |   |   |   |    |    |     |     |       |
| 9                   | Uruguay    | 3   | 1 | 0 | 2 | 2  | 2  | 0   | 3   | 33.3% |
| 10                  | Costa Rica | 3   | 0 | 1 | 2 | 2  | 10 | −8  | 1   | 11.1% |
| 11                  | Chile      | 3   | 0 | 0 | 3 | 1  | 5  | −4  | 0   | 0%    |
| 12                  | Venezuela  | 3   | 0 | 0 | 3 | 0  | 5  | −5  | 0   | 0%    |